# Fjodor Olev

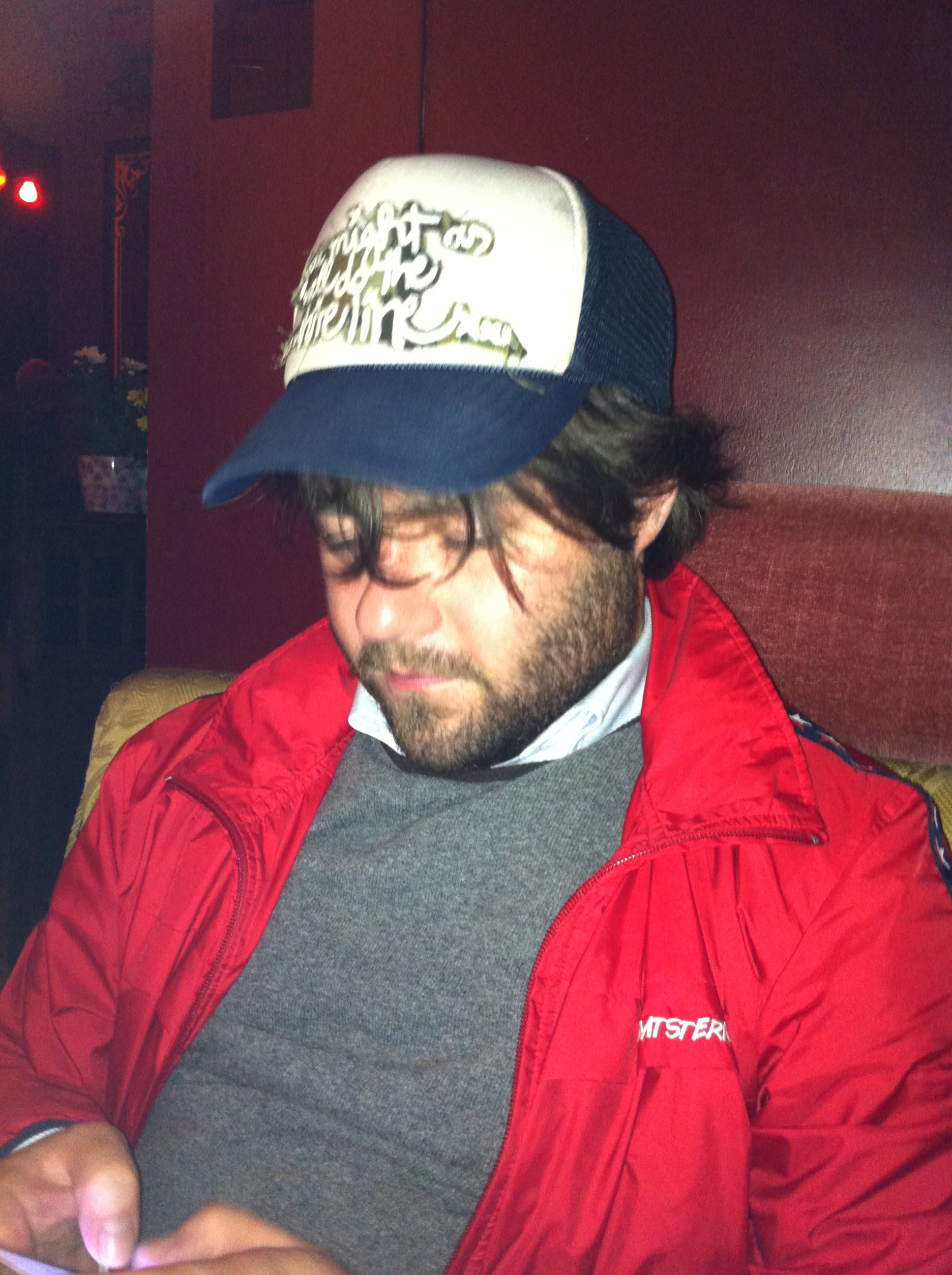
Fjodor Olev in Berlin (2011)

Fjodor Olev (* 22. November 1984 in Moskau) ist ein deutscher Schauspieler, Synchronsprecher und Hörspielsprecher.

## Leben
Fjodor Olev wurde als Sohn des Schauspielers, Regisseurs und Gründers der Theaterakademie Hamburg Pjotr Olev in Moskau geboren. 1989 emigrierte die Familie über Wien nach West-Berlin. 1993 erfolgte dann der Umzug nach Hamburg. Bereits im Kindesalter sammelte Olev erste Erfahrungen als Schauspieler in div. Film- und Fernsehproduktionen. Nach seinem Schulabschluss in Hamburg begann er 2003 sein Studium an der Bayerischen Theaterakademie August Everding und der Hochschule für Musik und Theater München. Zu dem Zeitpunkt erfolgten erste Theaterengagements unter anderem am Residenztheater München. Nach seinem Vordiplom wechselte Olev 2005 an die UdK, wo er 2007 sein Studium erfolgreich beendete.
Heute lebt Olev in Berlin und Hamburg.

## Filmographie (Auswahl)
- 1993: Notärztin
- 1994: Ein Bayer auf Rügen
- 1995: Ein starkes Team
- 1996: Hallo, Onkel Doc!
- 1997: Napoleon Fritz (Fernsehfilm)
- 1997: Großstadtrevier
- 1997: Ferkel Fritz (Fernsehfilm)
- 1998: Tatort – Arme Püppi (Fernsehreihe)
- 1998: Großstadtrevier
- 1998: Der Hund aus der Elbe (Kinofilm)
- 1999: Für alle Fälle Stephanie
- 1999: Die Liebende (Fernsehfilm)
- 2000: Die Männer vom K3 – Freier Fall
- 2001: Tatort – Hasard!
- 2001: Tatort – Exil!
- 2001: Großstadtrevier
- 2002: Tatort – Der Passagier
- 2002: Tatort – Undercover
- 2002: Die Wache
- 2002: Pfarrer Braun (Der siebte Tempel und Das Skelett in den Dünen)
- 2003: Wolffs Revier
- 2003: Tatort – Harte Hunde
- 2003: Tatort – Mietsache
- 2003: Tatort – Todes-Bande
- 2005: Tatort – Ein Glücksgefühl
- 2005: Im Namen des Gesetzes
- 2006: Stolberg
- 2006: Nina&Theo (Kinofilm)
- 2007: SOKO 5113
- 2007: SOKO Wien
- 2007: Die Patin – Kein Weg zurück (Fernsehfilm)
- 2008: Ihr könnt euch niemals sicher sein (Fernsehfilm)
- 2008: Im Angesicht des Verbrechens (Miniserie)
- 2008: Sechs Tage Angst (Fernsehfilm)
- 2009: Tatort – Das Mädchen Galina
- 2010: Kreutzer kommt
- 2010: Sechs Tage Angst
- 2011: Dear Courntey (Kinofilm)
- 2012: Wilsberg: Die Bielefeld-Verschwörung
- 2012: Die letzte Spur Berlin – Verhängnis
- 2012: Danni Lowinski – Zu dumm
- 2014: Der letzte Kronzeuge – Flucht in die Alpen (Fernsehfilm)
- 2015: Morden im Norden – Die Teufelsinsel

## Theater (Auswahl)
- 2004: Ballhaus, Metropoltheater München, Regie: Jochen Schölch
- 2004: Phaedra`s Love, Akademietheater München, Regie: Ulf Gorke
- 2005: Der Kaufmann von Venedig, Residenz Theater München, Regie: Dieter Dorn
- 2012/13: Ödipus Klage, Theater unterm Dach, Berlin, Regie: Oleg Mirzac, Rolle: Freud

## Hörspiel (Auswahl)
- Wer sich umdreht oder lacht ... Radio-Tatort. Radio Bremen. 2011.